# مارکو آروپ
مارکو آروپ (انگلیسی: Marco Arop؛ زادهٔ ۲۰ سپتامبر ۱۹۹۸) ورزشکار دو و میدانی اهل کانادا است.
وی در مسابقات کشوری و بین‌المللی در مجموع برندهٔ ۱ مدال طلا، ۱ مدال نقره شده‌است.